# コピ・ルアク

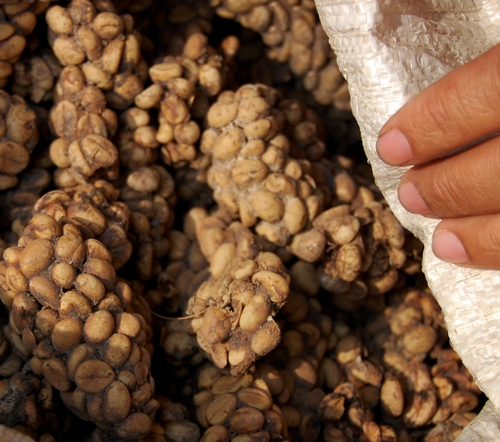
ジャコウネコの糞

コピ・ルアク（インドネシア語：Kopi Luwak）とは、ジャコウネコ科パームシベット属のパームシベットの糞から採られる未消化のコーヒー豆のことである。「コピ」はコーヒーを指すインドネシア語、「ルアク」はマレージャコウネコの現地での呼び名である。
日本では、コピ・ルアク、コピ・ルアック、ルアック・コーヒーと呼ばれることが多い。独特の香りを持ったコピ・ルアクは、産出量が少ないその希少性により、高額で取り引きされている。

## 産地と名称
コピ・ルアクはインドネシアの島々（スマトラ島やジャワ島、スラウェシ島、バリ島）で作られている。このほか、フィリピンや南インドでも類似のコーヒーが採取され、フィリピン産のものは、「アラミド・コーヒー」（Alamid coffee、現地の言葉で「カペ・アラミド」Kape Alamid）と呼ばれる。
アメリカ合衆国では、Civet coffee（シベットコーヒー）やWeasel coffee（イタチコーヒー）との俗称があり、日本でイタチコーヒーと呼ぶのも後者に倣ったものと思われる。しかし、ジャコウネコ科のパームシベットとイタチ科のイタチは異なる動物なので、イタチコーヒーという俗称は誤解を招きやすい。
かつて、ベトナムでは同種のマレージャコウネコによるものがイタチコーヒーと呼ばれて市場に出ていたが、現在は流通経路に乗る機会が乏しくなり、人為的に豆を発酵させたものがイタチコーヒーと称して販売されている。

## 特徴
インドネシアのコーヒー農園で栽培されるコーヒーノキの熟した果実は、しばしば野生のマレージャコウネコに餌として摂食される。果肉は栄養源となるが、種子にあたるコーヒー豆は消化されずにそのまま排泄されるので、現地の農民はその糞を探して中からコーヒー豆を取り出し、きれいに洗浄してよく乾燥させた後、焙煎する。フィリピンではリベリカ種など複数種のコーヒーノキが栽培されており、カペ・アラミドの場合は結果的に数種類のコーヒー豆が自然にブレンドされると伝えられる。
コピ・ルアクやカペ・アラミドは独特の複雑な香味を持つと言われている。ジャコウネコの腸内に存在する消化酵素の働きや腸内細菌による発酵の働きで、コーヒーに独特の香味が加わる。なお、この腸内発酵により、カフェイン含有量は、通常のコーヒーに比べて、およそ半分に減ることが分かっている。

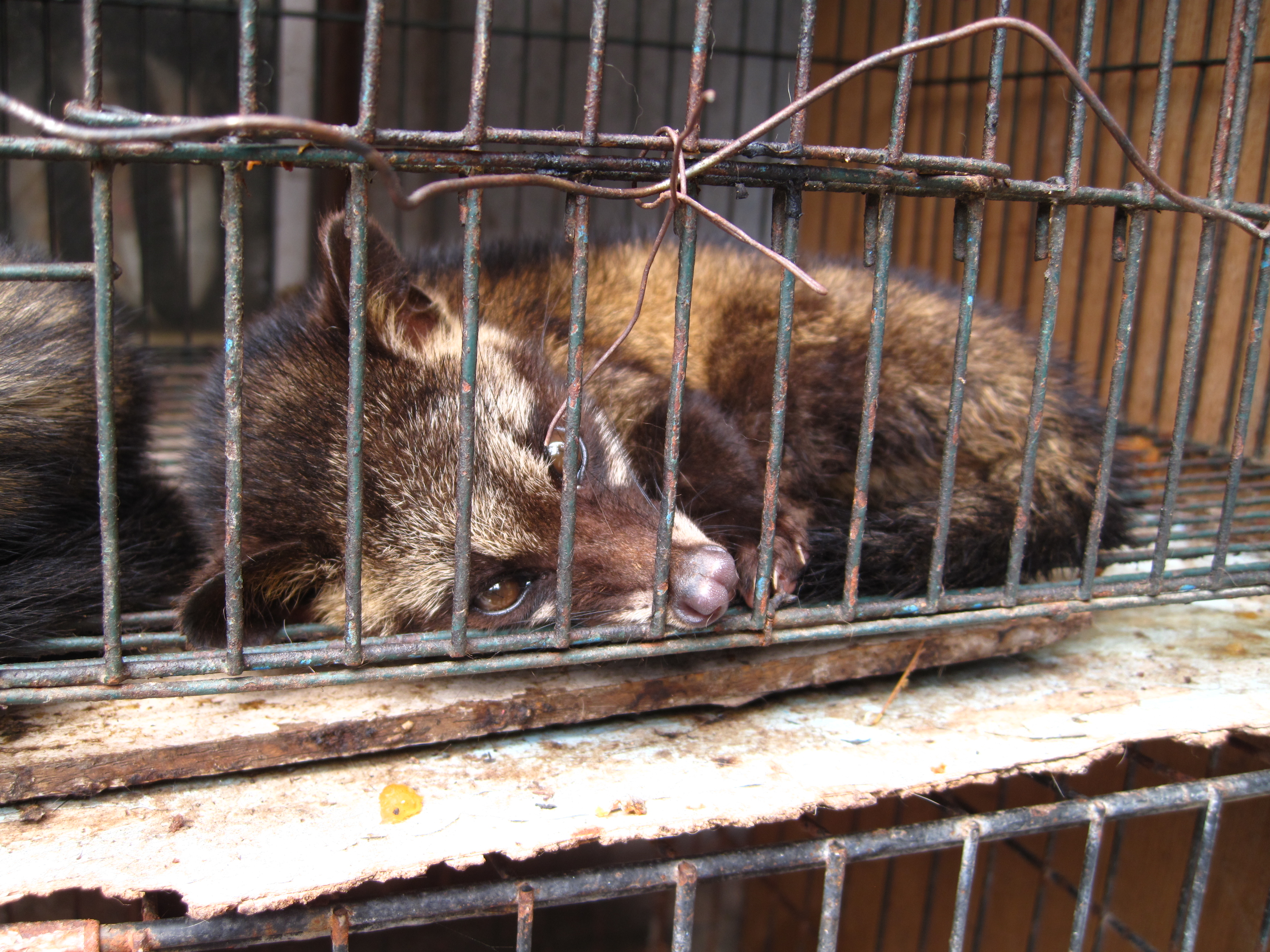
コピ・ルアク生産のためにケージに入れられたジャコウネコ

世界で最も高価なコーヒーとして知られており、500グラムにつき300から500米ドルの価格で販売されている。かつては主にアメリカ合衆国と日本に出回っていたが、現在は供給量こそ限られてはいるものの、世界各地で入手できるようになった。その背景として、野生のジャコウネコを乱獲して、本来肉食のジャコウネコに無理矢理食べさせることで大量生産し、「WILD（天然もの）」と偽装して販売している実態を取材したドキュメンタリーが2013年9月にBBCで放映され、イギリスで大きな反響を呼んだ。レストランでコピ・ルアクを提供していたハロッズは、「天然ものであることを保証する」との声明を発表していたが、このドキュメンタリー中でBBCから追及を受けたことが放映され、視聴者からの抗議を受けて提供を取りやめた。
世界最大の消費地は日本や台湾、韓国などのアジア諸国である。コピ・ルアクやカペ・アラミドは、稀少価値の高さが魅力であり、素晴らしい味やフレーバーがあったとしても、コーヒー豆としての品質が最も優れているわけではない。その独特で豊かな香りや味のコクには高評価な反面、「ウンチコーヒー」 (poo coffee) と茶化す向きもある。
また、コピ・ルアク（カペ・アラミド）は、ルアクが食べるコーヒー豆の品質により、その味や風味が大きく左右される。ロブスタ種のコピ・ルアクよりもアラビカ種のものは味に優れ、より高値で取り引きをされている。一大観光地であるバリ島（インドネシア）で市販されるコピ・ルアクは、このロブスタ種である傾向がある。また、現地で市販されるコピ・ルアクは、観光客向けに大量生産されているため、鮮度や品質が低いことがある。

## サルによるもの
アフリカにはモンキー・コーヒーなるものが存在するといわれる。
また、排泄物ではないが、サルが関与したコーヒーが台湾にある。台湾の高地で栽培されるコーヒーノキの豆を野生のタイワンザルが食べ、種子のみを吐き出したものを集めてコーヒーとしたものである。希少価値があるため、きわめて高額で取引される。

## ゾウによるもの
タイでは、ゾウにコーヒー豆を食べさせた糞から集めたコーヒー豆で作るブラック・アイボリー（黒い象牙）というものがあり、コピ・ルアクより高額に取引される。

## その他
1995年度には、「ジャコウネコの排泄物から集めた世界一高価なコーヒー」として、イグノーベル栄養学賞を授与された。
2002年から2004年にかけてのSARS発生によって、中国ではジャコウネコ科のハクビシンがウイルスを媒介するとして大量に駆除されたが、コピ・ルアクの需要や価格にはほとんど影響がなかった。